# Reinhard Furrer
Reinhard Furrer (ur. 25 listopada 1940 w Wörgl (obecnie w Austrii), zm. 9 września 1995 w Berlinie) – niemiecki fizyk, pilot i astronauta.

## Życiorys
Studiował fizykę na Uniwersytecie w Kilonii i Uniwersytecie Berlińskim, w 1969 uzyskał dyplom z fizyki, a w 1972 doktorat z filozofii, był wykładowcą akademickim, a także pilotem komercyjnym. W 1977 był jednym z 53 europejskich kandydatów na astronautę, jednak wówczas nie został wybrany. W 1979 został asystentem profesora fizyki, w latach 1980-1981 jako naukowiec wizytował University of Chicago i Argonne National Laboratory w USA. 19 grudnia 1982 został wyselekcjonowany i w 1983 mianowany astronautą naukowcem. Po przejściu szkoleń i kursów od 30 października do 6 listopada 1985 jako specjalista ładunku uczestniczył w misji STS-61-A trwającej 7 dni i 44 minuty. Była to pierwsza tak liczna (ośmioosobowa) ekspedycja kosmiczna.
Po powrocie na Ziemię odszedł z grupy astronautów. Zginął w wypadku lotniczym.
Stowarzyszenie Uczestników Lotów Kosmicznych (Association of Space Explorers) przyznało mu pośmiertnie Universal Astronaut Insignia za lot orbitalny (nr 188).